# 成川美術館

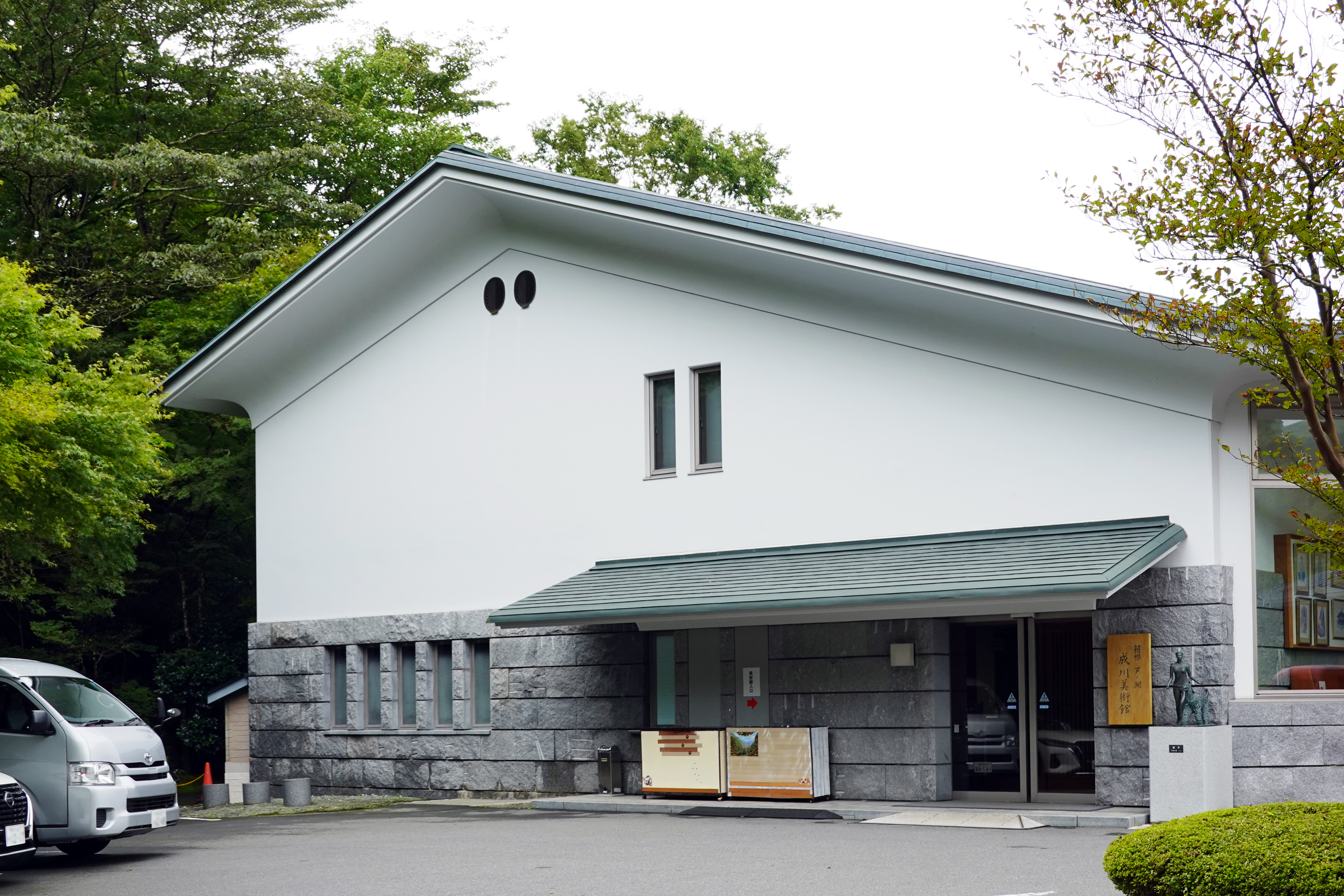
入口

成川美術館（なるかわびじゅつかん）は、神奈川県足柄下郡箱根町元箱根にある美術館。1988年に開館した。個人美術館であり、日本画家の作品4000点余りを所有している。

## 収蔵作品
- 堀文子 「トスカーナの花野」1990
- 平山郁夫 「ガンジスの夕」1970
- 山本丘人 「満月夜」1963
- 東山魁夷

## 所在地・交通情報
- 神奈川県足柄下郡箱根町元箱根570
- 最寄りのバス停「元箱根港」から徒歩1分。

## その他
- 大展望ラウンジ：総長50ｍにも及ぶ一面ガラス張りの窓からは、箱根・芦ノ湖の大パノラマを見渡すことができる[1]。